# Angelo Simonetti
Angelo Simonetti (Firenzuola, 23 gennaio 1861 – Pescia, 14 agosto 1950) è stato un vescovo cattolico italiano.

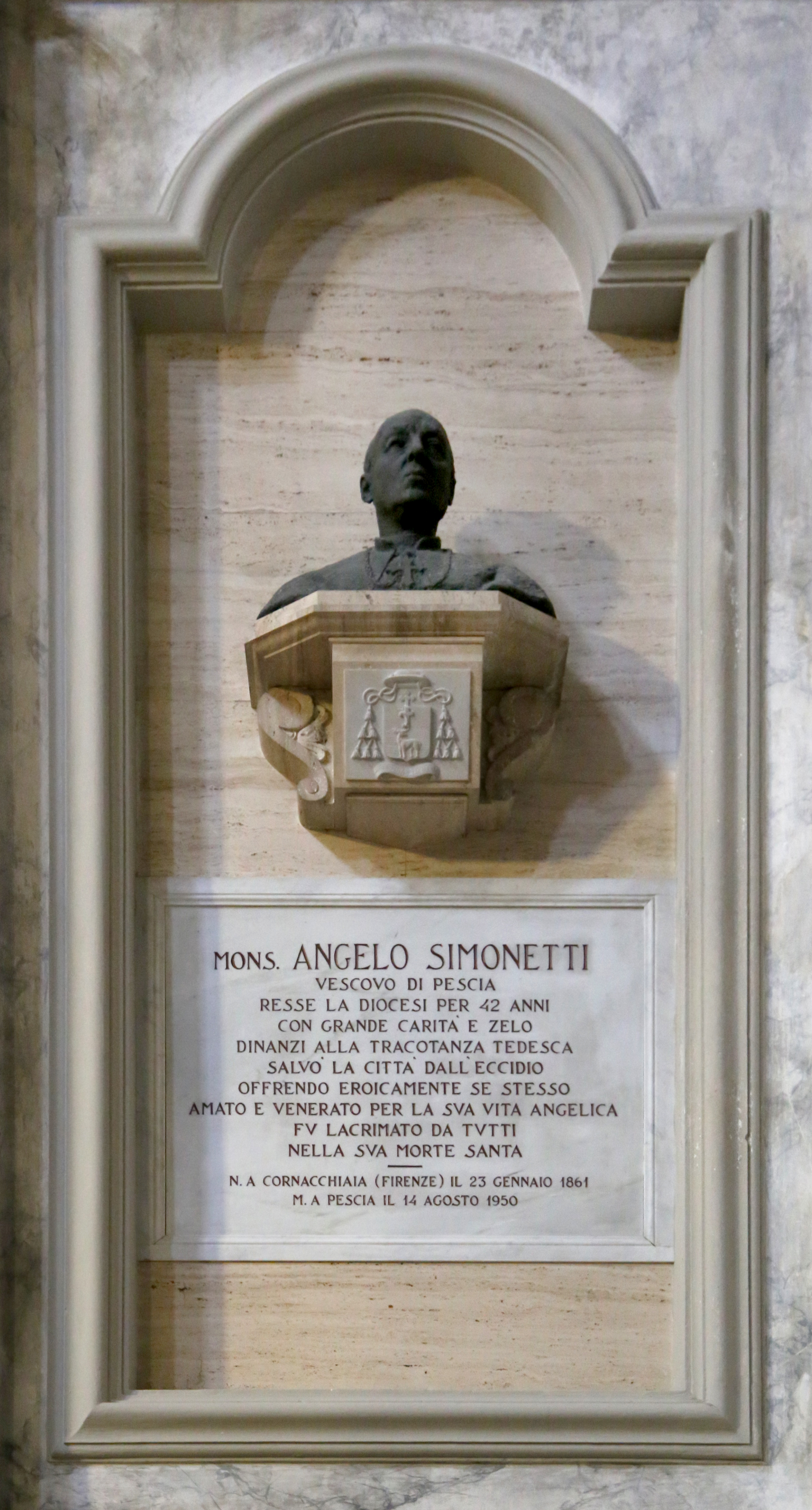
Monumento del vescovo Simonetti, Duomo di Pescia.

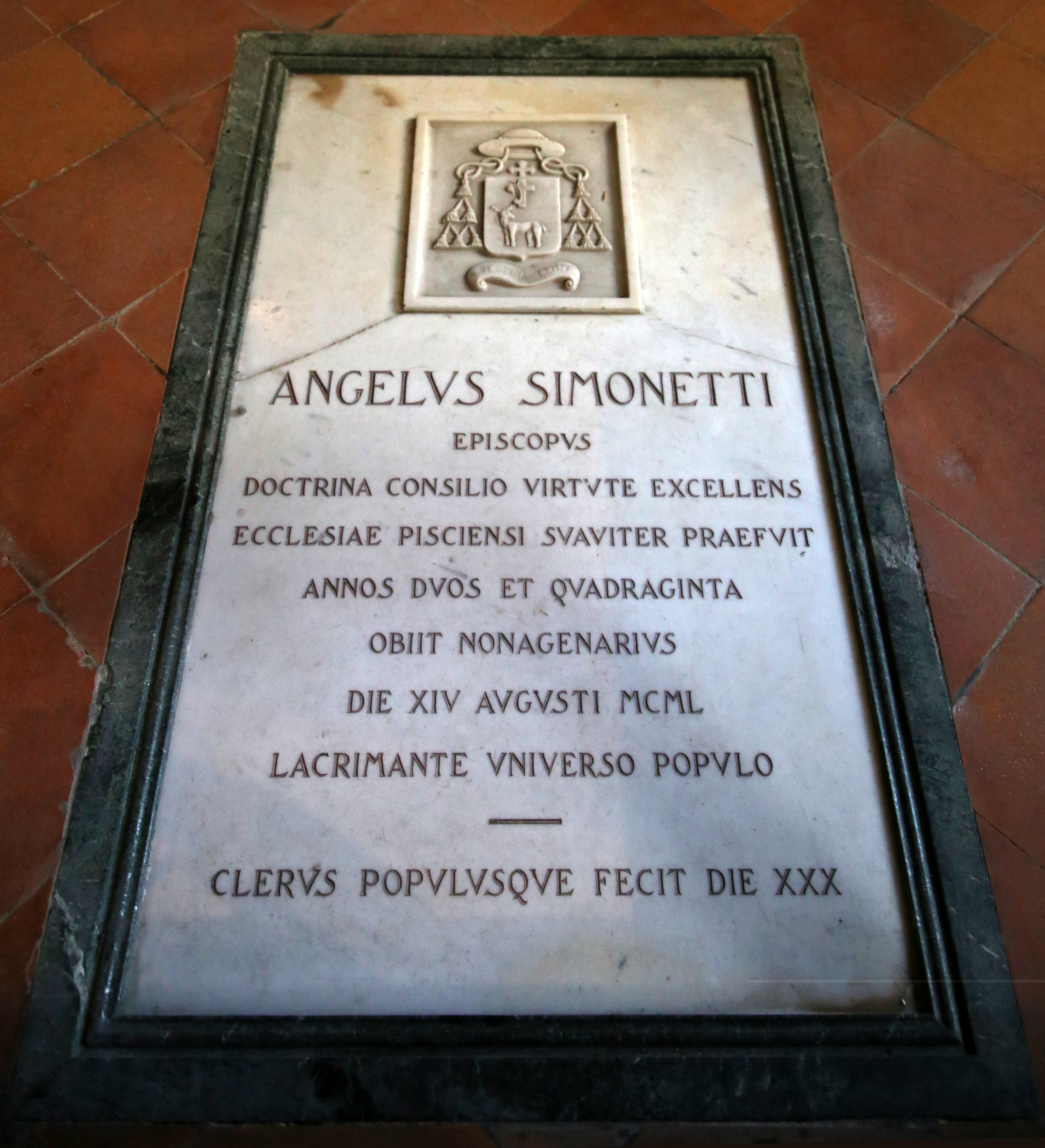
Tomba del vescovo Simonetti, Duomo di Pescia.

È stato il 13º vescovo della città e diocesi di Pescia.
Nativo della frazione di Cornacchiaia, entrò nel Seminario di Firenzuola all'età di dieci anni e fu ordinato sacerdote il 21 marzo 1885.
Nello stesso seminario, svolgerà la mansione di rettore.
Sacerdote novello, si dedicò all'impegno politico, divenendo assessore e poi vicesindaco del comune di Firenzuola, incarichi che mantenne sino all'assegnazione della sua prima parrocchia, la Pievania di S. Piero in Mercato, a Montespertoli (FI).
Fu a S. Piero che gli giunse la bolla papale di nomina a vescovo di Pescia, il 16 dicembre 1907.
Scelse di essere consacrato presso il Seminario di Cestello, per mano dell'allora arcivescovo di Firenze Alfonso Maria Mistrangelo, il 9 gennaio 1908, e fece solenne ingresso a Pescia il 21 luglio.

## L'età liberale
Il Simonetti si dimostrò un vescovo molto attento alla formazione culturale dei sacerdoti e allo studio di forme aggregative per i laici.
In diocesi, fiorirono molte importanti istituzioni culturali cattoliche, che educavano i giovani anche dal punto di vista sindacale e politico.
L'interesse per le vicende politiche non lo abbandonò mai e nel 1909, trovatosi in dissenso con il potente deputato liberale locale Ferdinando Martini, già ministro della pubblica istruzione e massone di lungo corso, si mosse affinché nel collegio della Valdinievole si presentasse un candidato cattolico intransigente, nella persona dell'avvocato fiorentino Guido Donati, alternativo sia ai liberali che ai socialisti.
Negli anni successivi, ove fu possibile, ad esempio nel comune di Massa e Cozzile, egli incoraggiò esperienze amministrative di soli cattolici.
Vide di buon occhio la nascita del Partito Popolare Italiano ad opera del sacerdote siciliano Luigi Sturzo e permise a molti preti diocesani di farsene animatori e propagandisti.

## Il periodo fascista
Dinnanzi alla nascita del Fascismo, si dimostrò all'inizio oppositore, poi scelse la strada del dialogo, ma mantenendo spazi di autonomia e di velato dissenso.
Non ebbe mai occasioni di scontro con i fascisti locali, tuttavia lasciò ampia autonomia a quei settori del mondo cattolico locale già vicini al Partito Popolare e che negli anni successivi avrebbero partecipato alla Resistenza e alla fondazione della Democrazia Cristiana.
Innanzi alle Leggi razziali fasciste del 1938, si dimostrò ostile.

## La seconda guerra mondiale
Durante la seconda guerra mondiale, fu molto vicino alla popolazione di Pescia e della sua diocesi e promosse notevoli opere assistenziali a spese della chiesa locale.
Egli stesso si occupava della sepoltura dei morti sotto i bombardamenti, facendoli inumare nell'orto dell'espiscopio, e intercedeva presso le autorità, al momento dell'occupazione tedesca, per la liberazione dei prigionieri.
Creò con i suoi parroci una fitta opera d'accoglienza a rifugiati ed ebrei, provenienti da molte località della Toscana.
Riuscì a salvare un suo sacerdote, che aveva partecipato ad azioni partigiane, appellandosi al Concordato (il sacerdote, sottoposto al diritto canonico, doveva essere “imprigionato” nel vescovato) e risparmiandolo alla fucilazione.
Il gesto maggiormente ricordato dalla popolazione è stato l'aver salvato la città di Pescia dalla completa distruzione.
I tedeschi in ritirata, infatti, per rappresaglia nei confronti dei partigiani locali (Pescia sarà insignita della medaglia di bronzo della Resistenza per l'intensa attività partigiana svolta sul suo territorio), avevano deciso di appiccare il fuoco alle case del centro abitato, a spese di centinaia di vittime.
Il vescovo, prima attraverso una donna austriaca residente a Pescia, Assunta Mayerhofer, che già aveva lavorato come interprete presso il comando tedesco e presso il Comune, poi recandosi personalmente dal comandante di piazza e offrendo la sua vita, riuscì a evitare la tragica azione.
I tedeschi, tuttavia, distrussero tutti i ponti sul fiume Pescia e impiccarono ai ligustri del Viale Forti e del Viale Garibaldi venti ostaggi, in parte prigionieri presso il carcere demaniale, come rappresaglia per l'uccisione di due soldati tedeschi.

## Il Dopoguerra
Nel Dopoguerra, ormai anziano, continuò la sua opera pastorale intessuta d'impegno civico.
Fu insignito della megaglia d'oro al valor civile per aver impedito che Pescia fosse rasa al suolo.
Non tenne posizioni apertamente anticomuniste e ciò gli valse la stima e la collaborazione delle prime amministrazioni comunali liberamente elette della Valdinievole, in prevalenza di sinistra.
Allo stesso tempo, però, seguì l'opera di radicamento della Democrazia Cristiana, che era composta da molti esponenti dell'Azione Cattolica e di altre aggregazioni laicali, da lui formati.
Nel 1948, per festeggiare il quarantennale del suo ingresso a Pescia, l'AC, le ACLI, i Maestri cattolici ecc. promossero l'istituzione di una casa delle associazioni cattoliche di Pescia a lui intitolata, tuttora esistente, nei locali dell'ex chiesa di S. Maria Nuova.
Nel 1950, a pochi mesi dalla sua morte, fece scalpore una sua presa di posizione contraria al riarmo nucleare, che le sinistre, oppostesi nel 1949 all'ingresso dell'Italia nella NATO, utilizzarono come elemento di critica nei confronti del governo centrista (se ne parlò su l'Unità, organo di stampa del PCI).
Ormai novantenne e ammalato, morì il 14 agosto 1950.
Il funerale fu, a detta dei testimoni, un autentico trionfo di popolo, senza distinzione politica o religiosa.
È sepolto nella cappella Turini della cattedrale di Pescia.

## Genealogia episcopale
La genealogia episcopale è:
- Cardinale Scipione Rebiba
- Cardinale Giulio Antonio Santori
- Cardinale Girolamo Bernerio, O.P.
- Arcivescovo Galeazzo Sanvitale
- Cardinale Ludovico Ludovisi
- Cardinale Luigi Caetani
- Cardinale Ulderico Carpegna
- Cardinale Paluzzo Paluzzi Altieri degli Albertoni
- Papa Benedetto XIII
- Papa Benedetto XIV
- Papa Clemente XIII
- Cardinale Marcantonio Colonna
- Cardinale Giacinto Sigismondo Gerdil, B.
- Cardinale Giulio Maria della Somaglia
- Cardinale Carlo Odescalchi, S.I.
- Cardinale Costantino Patrizi Naro
- Cardinale Lucido Maria Parocchi
- Cardinale Alfonso Maria Mistrangelo, Sch.P.
- Vescovo Angelo Simonetti